# Sober Truth
Sober Truth ist eine deutsche Metal-Band, die im Jahr 2007 in Siegburg gegründet wurde.

## Geschichte
Die Band wurde im Januar 2007 von Torsten Schramm, Tobi Thauer, Daniel Buchberger und Stefan Müller in Siegburg gegründet. Nach den ersten Bandproben entstanden nach kurzer Zeit die ersten Songs, was zur Entstehung des ersten Studioalbums Riven führte, welches in den Big Easy Studios in Hennef-Hove aufgenommen wurde. Nach einem Besetzungswechsel begann die Band an dem Nachfolgeralbum Outta Hell zu arbeiten, welches ebenfalls in den Big Easy Studios produziert wurde. Anschließend begab sich die Band auf eine deutschlandweite Tournee. Im Jahr 2011 spielten Sober Truth ihren bis dato größten Auftritt auf der Rheinkultur in Bonn.

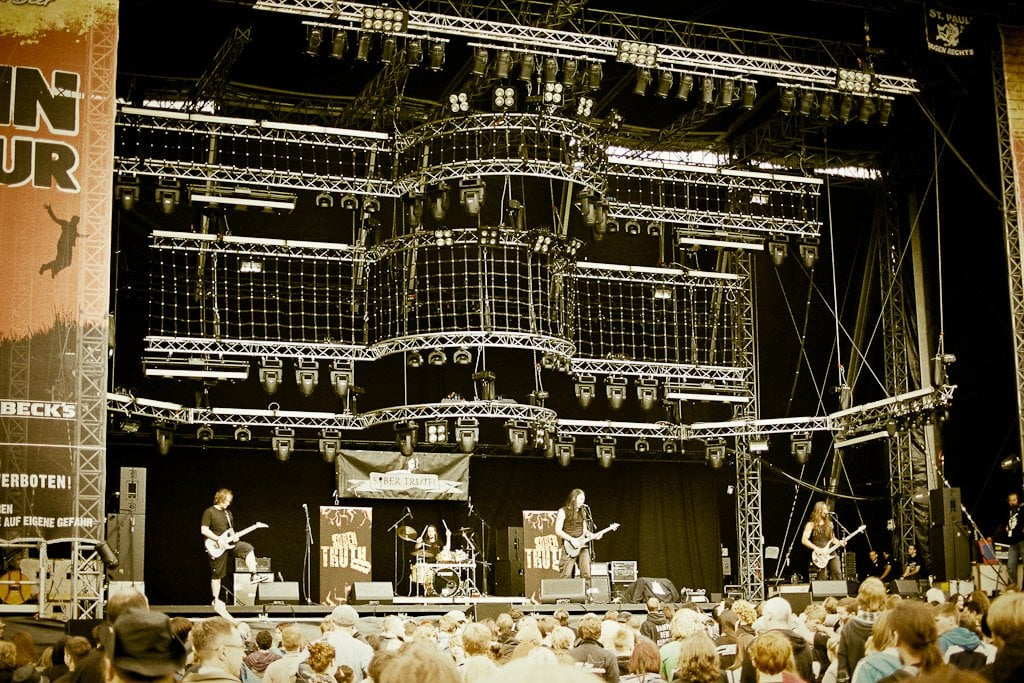
Sober Truth live 2011

Nach einer für die Band schwierigen Zeit, welche einige Besetzungswechsel zur Folge hatte, wurde die Arbeit an der EP New Slavery World begonnen, welche im Jahr 2014 veröffentlicht und erneut in den Big Easy Studios produziert wurde. Im selben Jahr stieß Schlagzeuger Paul Bendler zur Band. In 2015 durften Sober Truth auf dem RagnaRock Festival auftreten.

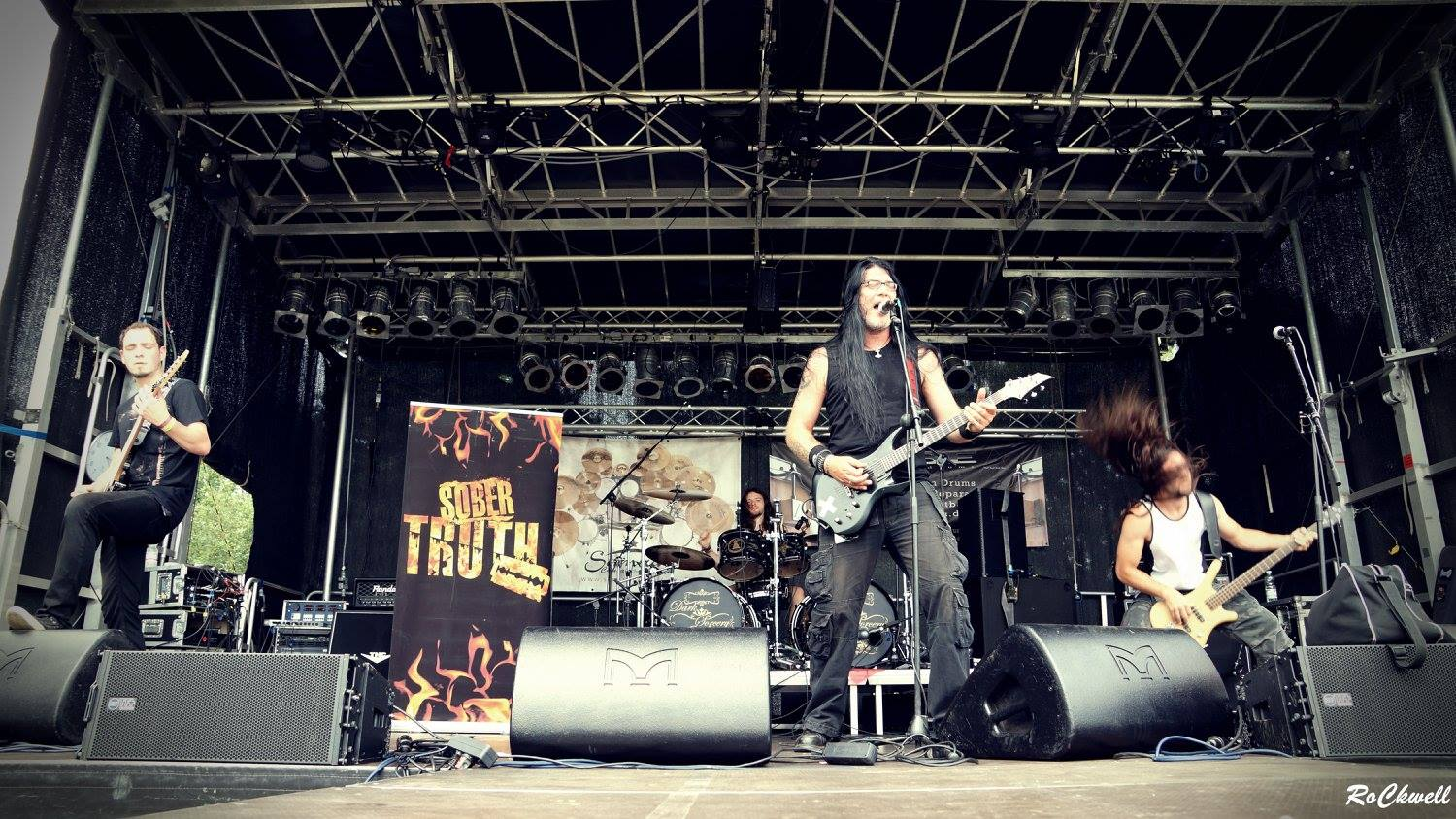
Sober Truth live 2015

Die Arbeit an dem folgenden Album Locust ▼ Lunatic Asylum begann im Jahr 2016, in welchem auch Bassistin Jules Rockwell zur Band stieß. Das Album wurde im folgenden Jahr veröffentlicht und abermals im Big Easy Studio produziert und über das bandeigene Label Taktart Records veröffentlicht. Locust ▼ Lunatic Asylum wurde von der Band auch erstmals als Schallplatte veröffentlicht. Ebenfalls 2017 stieß Lead-Gitarrist Aaron Vogelsberg zur Band, was die bis heute bestehende Besetzung komplettierte.
Besondere Auftritte für die Band waren 2018 unter anderem eine Support-Show für Pyogenesis, ein Auftritt im Rockpalast Bochum und ein Auftritt auf dem M.I.S.E. Open Air in Büßfeld. Im selben Jahr begann die Arbeit am fünften Studioalbum PSYCHOSIS, welches Anfang 2019 als CD und als Schallplatte veröffentlicht und im Eigenvertrieb über Taktart Records vermarktet wurde. Im Jahr 2019 spielte die Band mit insgesamt 43 Auftritten in Deutschland, Belgien und den Niederlanden die meisten Shows innerhalb eines Jahres in der Bandgeschichte. Im selben Jahr wurden Sober Truth Mitglied bei dem deutschen Musikverlag Electric Space Music.
Als im Zuge der COVID-19-Pandemie für sämtliche Musiker und andere Künstler die Auftrittsmöglichkeiten wegbrachen, entschieden Sober Truth sich dazu, die Arbeit an einem sechsten Studioalbum aufzunehmen. Das Album wurde erneut im Big Easy Studio aufgenommen und sollte über das Label ACFM-Records veröffentlicht werden, bei welchem die Band seit Mitte 2021 unter Vertrag steht. Von dem neuen Album der Band wurden bereits die Singles Dizygotic Twins und Planted Brains via Streaming und auf YouTube veröffentlicht. Das sechste Studioalbum der Band Laissez Faire, Lucifer! wurde im Spätsommer 2021 bei ACFM Records veröffentlicht und wird über SPV vertrieben.
Seit Anfang 2022 gehen Sober Truth und Schlagzeuger Paul Bendler getrennte Wege. Als Nachfolger wurde im Sommer Adrian Conzen bekanntgegeben.
Im Sommer 2023 verließ Leadgitarrist Aaron Vogelsberg die Band, Nils Spantig tritt als Gitarrist seine Nachfolge an.
Seit der Band-Gründung wurden mehr als 300 Shows gespielt und Bühnen mit Crematory, Sólstafir, Samael, Anvil, Sabaton, Axxis, Pyogenesis, The Sorrow, Sodom, Copia, Die Apokalyptischen Reiter, Rabenschrey, Brainstorm, Monstagon, Eisbrecher geteilt.

## Stil
Auf den ersten drei Alben spielt die Band schnellen, vom Neo-Thrash beeinflussten Metal. Als Einflüsse zu nennen wären dort Bands wie Machine Head, Sepultura oder Soulfly. Auf der EP New Slavery World von 2014 verarbeitet die Band Einflüsse aus dem Groove Metal. Ebenso wurden Elemente aus dem Progressive Metal integriert. Auf dem 2017 erschienenen Album Locust ▼ Lunatic Asylum betraten Sober Truth musikalisch etwas ruhigere Gefilde und verarbeiteten Einflüsse aus dem Bereich des Progressive Metals. In 2019 setzte die Band diesen Weg auf PSYCHOSIS weiter fort und gewann musikalisch wieder mehr an Härte. Insgesamt verarbeitet die Band Einflüsse aus Progressive-, Death-, Black-, Groove- und Thrash Metal.

## Rezeption

### Kritiken

#### Laissez Faire, Lucifer!
Sober Truth erfinden sich mit jedem Album neu, klingen dabei völlig eigenständig und schaffen dennoch das Kunststück, sowohl traditionellen Metal-Fans als auch Freunden moderner Klänge gleichermaßen zu gefallen. (Crossfire Webzine)
Auf „Laissez Faire, Lucifer!“ treffen sie mit jedem Song, mit jedem Riff, mit jedem Ton ins Schwarze. Vom ruhigen Metal bis zum Power-Black-Groove-Thrasher ist alles vorhanden, ohne dass der Eindruck entsteht, dass SOBER TRUTH nicht wüssten, was sie wollen. (Blattturbo)
Das neueste Werk des Quartetts präsentiert mit geradezu eruptiven Ausbrüchen einen einzigartigen Metal-Mix, der seine Zuhörer in eine andere Welt entführt. Die Kombination von melancholisch gehaltvollen Klängen, energetisch durchschlagenden Gitarrenriffs, einem treibenden Schlagzeug und druckvollen Basslines kann Fans aus den Bereichen Progressive Rock/Metal und Groove Metal gleichermaßen begeistern. (Rock Metal Network)
Klasse genreübergreifendes Album für Metaller mit offenen Ohren und Geist. (Time for Metal)

## Diskografie
- 2007: Riven (Eigenproduktion)

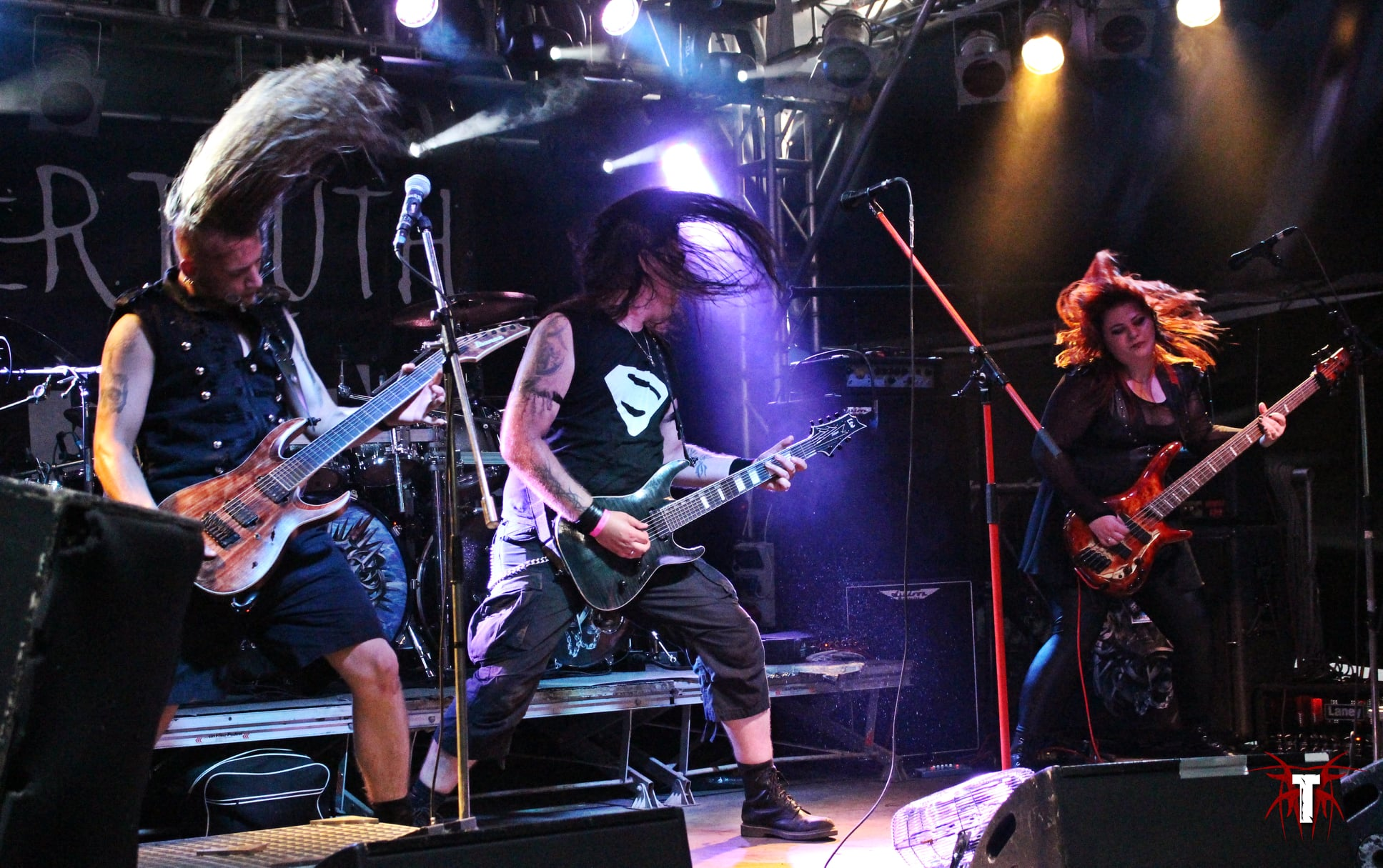
Sober Truth - Live im 7er Club Mannheim

- 2009: Outta Hell (Eigenproduktion)
- 2014: New Slavery World (EP, Eigenproduktion)
- 2017: Locust ▼ Lunatic Asylum (Takt-Art)
- 2019: Psychosis (Takt-Art)
- 2021: Laissez Faire, Lucifer! (ACFM Records)